# جورجيوس بابانيكولاو
جورجيوس نيكولاو بابانيكولاو (باليونانية: Γεώργιος Ν. Παπανικολάου) (13 مايو 1883 - 19 فبراير 1962) هو عالم يوناني، كان من رواد علم الباثولوجيا الخلوية، وهو مبتكر لطاخة بابانيكولاو (أو لطاخة باب) للكشف المبكر عن سرطان عنق الرحم.
توفي بابانيكولاو في مدينة ميامي بولاية فلوريدا في 19 فبراير 1962.

## روابط خارجية
- جورجيوس بابانيكولاو على موقع إن إن دي بي (الإنجليزية)